# Tansen (Musiker)

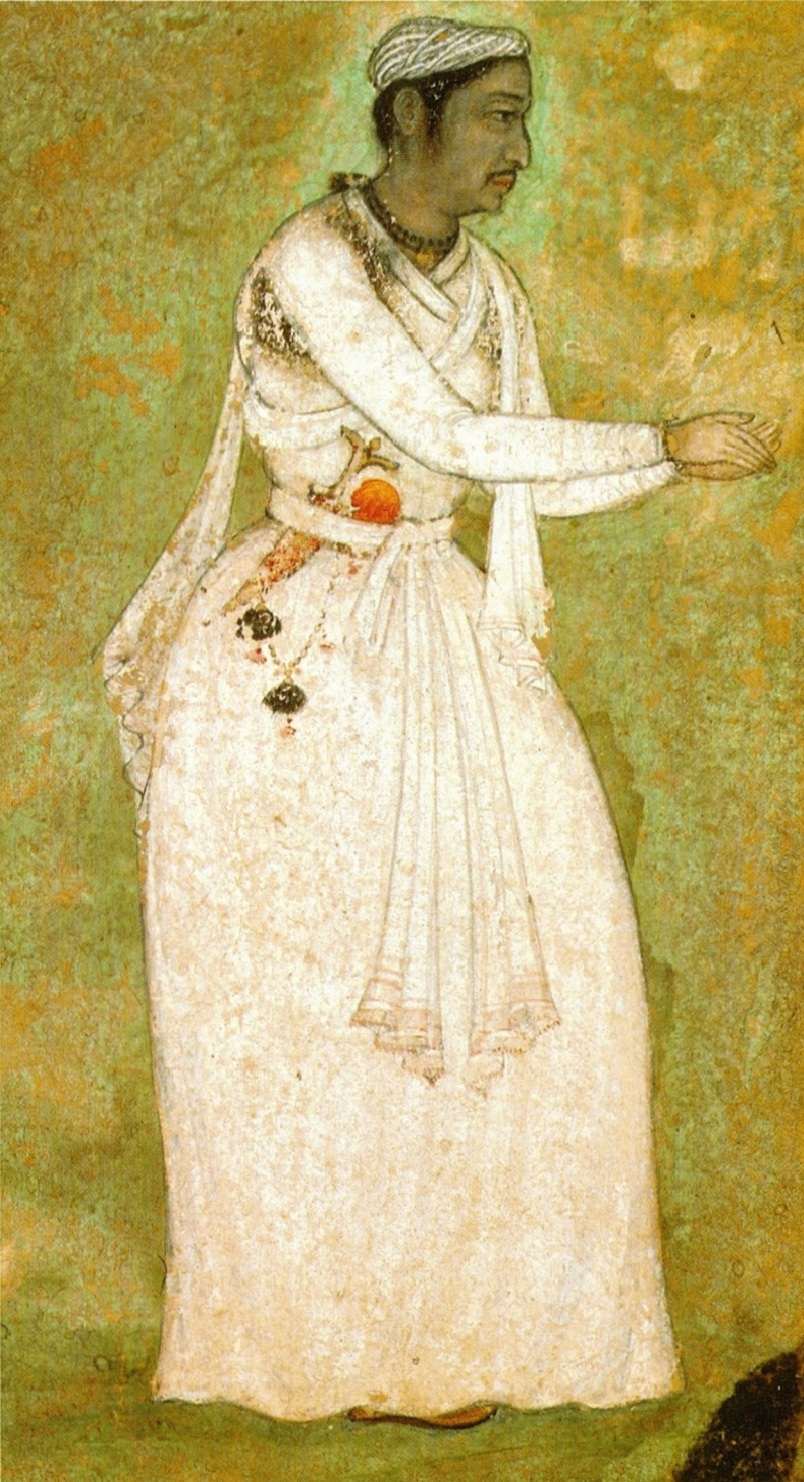
Tansen. Miniatur der Mogulzeit, 1585–90. National Museum, Neu-Delhi.

Tansen (* um 1506 in Gwalior, Indien; † 1589 in Delhi) war ein indischer Musiker und Komponist. Er war Hofmusiker des Mogulkaisers Akbar I., gilt als Vater der heutigen nordindischen Kunstmusik und als einer der bedeutendsten indischen Musiker überhaupt.
Tansen wurde in der nordindischen Stadt Gwalior (Madhya Pradesh) in eine Hindu-Familie geboren. Sein Vater Mukund Misra war Dichter. Tansen erhielt Musikunterricht bei dem bekannten Lehrer Haridas Swami. Er diente zunächst am Hof des Maharadschas Ramachandra Singh von Rewa und dann an dem des Großmoguls Akbar. An letzterem wurde er als einer der Navaratnas, der neun Juwelen, geehrt, und Akbar verlieh ihm den Titel Miyan, weshalb er heute auch oft Miyan Tansen genannt wird.
Einige der Eckpfeiler des Repertoires der nordindischen Musik sind seither Ragas von Tansen: Darbari Kanada, Miyan ki Todi, Miyan ki Malhar und Miyan ki Sarang; auch zwei wichtige theoretische Schriften der indischen Musiktradition stammen von Tansen: Sangita Sara und Rajmala.
Praktisch jede der verschiedenen noch heute existierenden Schulen (Gharanas) will ihren Ursprung auf ihn zurückführen – wahrscheinlich ist zumindest, dass der Dhrupad genannte strenge Gesangsstil auf Tansen und seinen Lehrer Haridas Swami zurückgeht. Sowohl seine beiden Kinder, Bilas Khan und Saraswati Devi, als auch zahlreiche spätere direkte Nachfahren waren berühmte Musiker, zuletzt der Dhrupad-Sänger Dabir Khan (1905–1972).

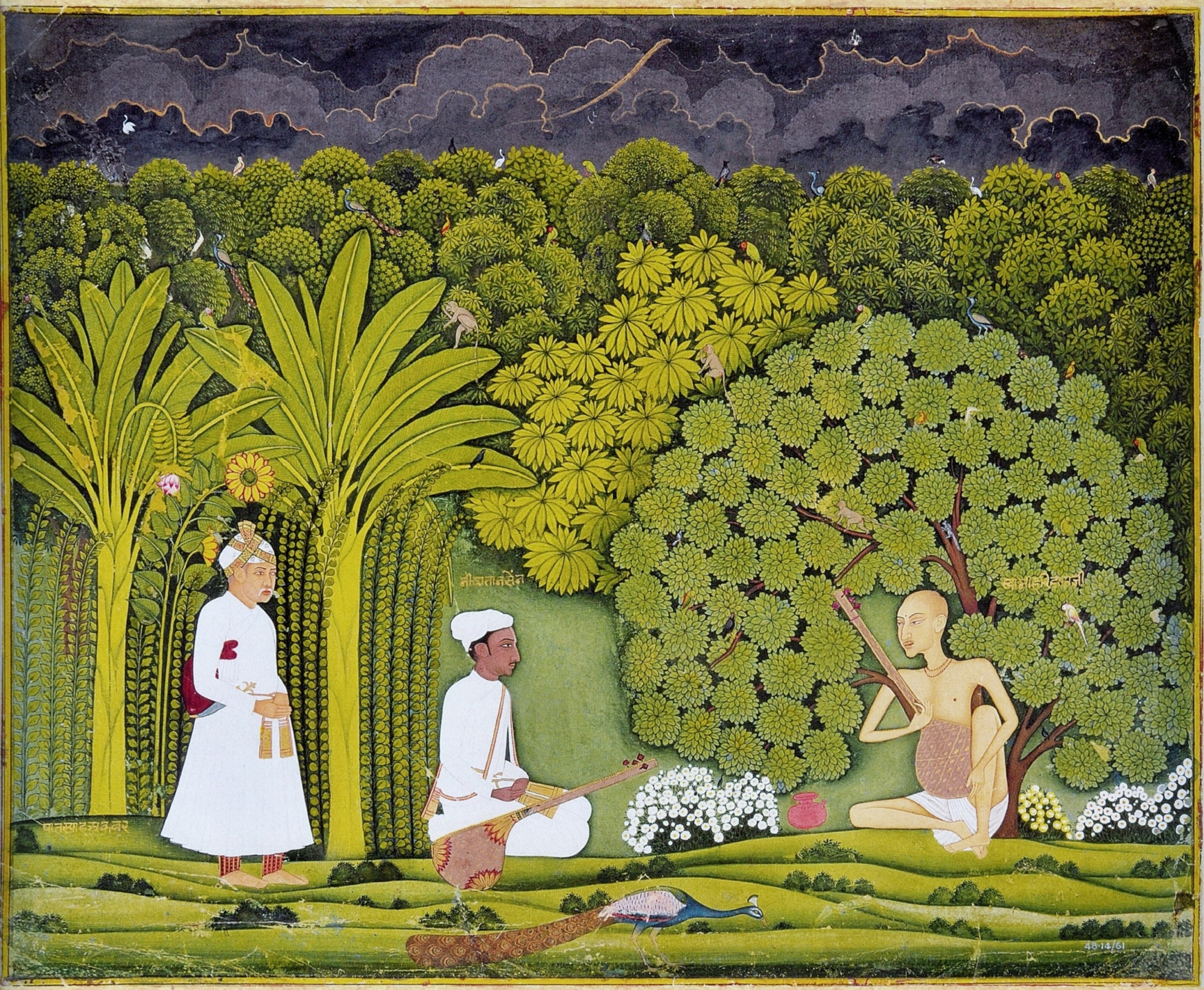
Links stehend Akbar und Tansen in der Mitte hören dem Musiker Swami Haridas zu. Indische Miniatur um 1750
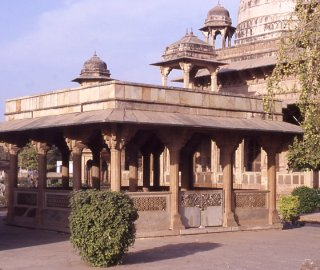
Tansens Grab in Gwalior, Madhya Pradesh, Indien